# Île Karl-Alexander
L'île Karl-Alexander (en russe : Остров Карла-Александра ou Zemlya Karla-Alexandra (Земля Карла Александра)) est une île de la terre François-Joseph.

## Géographie
Située en Terre de Zichy, sous-groupe de l'archipel, longue de 29 km sur une largeur de 18 km, d'une superficie de 337,6 km², elle est entièrement recouverte de glace. Elle comporte trois dômes de plus de 300 m d'altitude. Son point culminant mesure 365 m. Elle est séparée de l'île Rainer à l'est par un détroit de 2,5 km et au sud de l'île Jackson par un détroit de 6 km.

## Histoire
Elle a été nommée en l'honneur de Charles-Alexandre de Saxe-Weimar-Eisenach (1818-1901) qui participa au financement de l'expédition de Julius von Payer et Karl Weyprecht.